# Končanica
Končanica (pronunciado en español: Conchaniza) es un municipio de Croacia en el condado de Bjelovar-Bilogora.

## Geografía
Se encuentra a una altitud de 169 m s. n. m. a 126 km de la capital nacional, Zagreb.

## Demografía
En el censo 2011 el total de población del municipio fue de 2360 habitantes, distribuidos en las siguientes localidades:
- Boriš -  8
- Brestovačka Brda - 32
- Daruvarski Brestovac - 702
- Dioš - 144
- Imsovac - 200
- Končanica -  874
- Otkopi - 71
- Stražanac - 142
- Šuplja Lipa - 186

| Gráfica de población de Končanica 1857-2011                         |
|                                                                     |
| Según los censos de población de la oficina estadística de Croacia. |